# 浦上宗助
浦上 宗助（うらがみ むねすけ） は、室町時代から戦国時代にかけての武将。

## 出自
バラ付きの多い浦上氏関連の系図の中でも宗助は浦上則永の子とする記述を残すものが多数を占めるが、宗助は晩年の十数年しか業績が明らかではないのでこれを理由に則宗の子とするような系図もある。
また、則宗の養子となったという説も有るがそのような記録は無い。しかも則宗は2人の子の死後、わざわざ安富氏から養子祐宗を迎え自身の死の後にはその祐宗に跡を継がせている。なので則宗はむしろ宗助、村宗などの則永流の人間に家督を譲る気は全く無かったと見るのが自然である。

## 略歴
生年は定かでは無いが則永の子であるならば則永が信濃国に出奔する嘉吉元年（1441年）以前の生まれか。浦上掃部の嫡孫として生まれた宗助だったが、父則永の出奔の経緯が影響してか成長しても浦上の惣領を継げず、叔父・則宗が出世した後も一門の浦上基景が備前国守護代職に就く一方で宗助には何も与えられなかったりと出世も遅れていた。
更に、則宗は自身の2人の子が成長すると長男・則景に浦上掃部以来の「掃部助」を任官させる事で自分の後継者、ひいてはこれからの浦上の惣領となる人物である事をアピールし、則景の弟・則国には基景から備前守護代を引き継がせるなど要職を自身の一族で固め始め、宗助は不遇を囲っていた。
しかし、文明17年（1485年）に山名氏・松田氏との戦で則景、則国が相次いで戦死した為、宗助を取り巻く状況に変化が現れる。
まず長享2年（1488年）に山名氏を福岡城から追う際に功を挙げる。するとこの後、年不詳ではあるが近江守を任官され名乗りを「三郎四郎」から「近江守」に改め、更に則国の死で空席となっていた備前守護代職を得て遅蒔きながらようやく要職にありつく。そして延徳3年（1491年）に則宗や基景が六角氏討伐に向かった際にはその留守を預かり代わりに領国経営を行うなど徐々に存在感を増していった。
また、赤松氏や則宗を介さずに現地代官として赤松被官の備前国衆（宇喜多氏、明石氏、長船氏など）に命令を下す事でこれらの国衆を実質的に自身の支配下に置いており、この事は後に子・村宗が赤松氏から離反する際に多くの備前国衆が浦上氏に付いた事の一因となった。
明応6年（1497年）には松田元藤討伐の為、富山城を攻めるが応援に駆けつけた元藤の兵と富山城の守備兵の挟み撃ちに合って敗れ竜の口山に退却するが追撃をかけてきた松田勢に包囲されてしまう。しかし、三石城から救援に駆けつけた宇喜多能家が松田勢を敗走させどうにか危機を脱する。
その後の明応8年（1499年）に浦上村国が則宗に対した戦の際には明石三郎に赤松遠江守の領地の横領を指示するなどの動きが見られたがこれ以後は記録が無い。則宗（文亀2年（1502年）没）に先んじて没したと伝わるので没年はこの間と推察される。